# Sofia Jannok
Sofia Jannok (Gällivare, 15 september 1982) is een Zweedse zangeres, liedjesschrijver en radio- en televisiepresentatrice. De Samische zangeres zingt vaak in het Noord-Samisch maar ook wel in het Engels en Zweeds. Haar zangstijl is een mengeling van joik, vispop, pop en jazz.

## Levensloop
Voordat Jannok als solozangeres bekend werd, trad ze op als duo met Anna Kärrstedt als 'Sofia och Anna'.
In 2003 won ze met het lied 'Liekkas' de Sámi Grand Prix. Sindsdien presenteert ze een muziekprogramma op de Zweedse radio en een kinderprogramma op televisie. In mei 2010 maakte ze een tournee door China. Ze trad ook op in Kroatië.
In 2016 speelde Jannok een rol in de Zweeds-Franse misdaadserie Midnight Sun. Ze speelde daarin de rol van Nåjd (een Samisch sjamaan).

### Activiste
Als rendierhoudster verzet Jannok zich tegen pogingen de (bijna uitgestorven) grijze wolf in Scandinavië te beschermen.

## Discografie (albums)
- 2007: Čeaskat (White)
- 2009: Áššogáttis (By the Embers)
- 2013: Áhpi (Wide as Oceans)